# Marie Louise Élisabeth de Bourbon

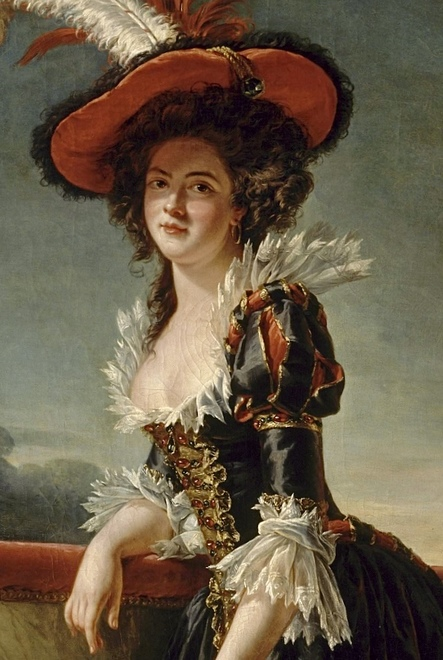
Louise Elisabeth von Frankreich

Marie Louise Élisabeth de Bourbon, genannt Madame Infante oder Madame Première, (* 14. August 1727 in Versailles; † 6. Dezember 1759 ebenda) war Prinzessin von Frankreich und Navarra sowie durch Heirat mit Herzog Philipp von Parma, einem Sohn von König Philipp V., Infantin von Spanien und Herzogin von Parma, Piacenza und Guastalla.
Im Jahre 1739 endete die Kindheit von Prinzessin Elisabeth, als sie als 12-Jährige mit ihrem Onkel 2. Grades, dem spanischen Infanten Philipp, verheiratet wurde und am spanischen Hof leben musste. Im Jahre 1748 wurde ihr Gemahl von Ludwig XV. von Frankreich zum Herzog von Parma erhoben. In Parma litt Elisabeth unter Depressionen und beeinflusste damit auch wesentlich den Lebensweg ihrer Kinder.

## Leben

### Leben am französischen Hof
Louise Elisabeth und ihre Zwillingsschwester Anne Henriette von Frankreich wurden am 14. August 1727 als die ersten Kinder von König Ludwig XV. von Frankreich und seiner polnischen Ehefrau Maria Leszczynska in Versailles geboren und wuchsen am französischen Hof auf.

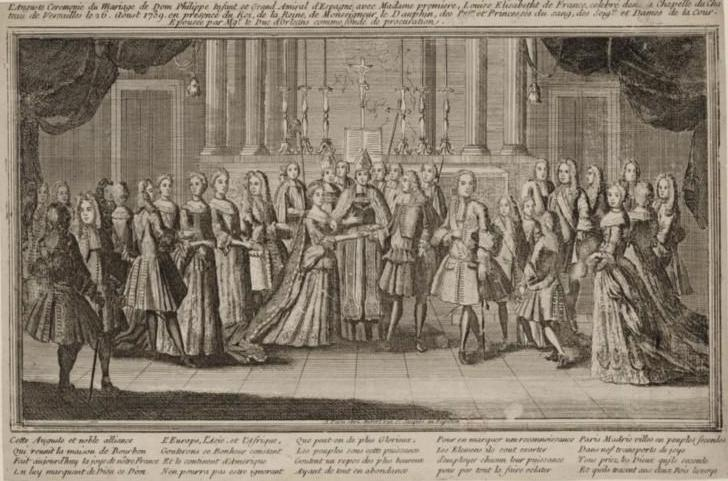
Die Hochzeit per procurationem in Versailles

Ludwig XV. war sehr eifersüchtig und sollte, von einer einzigen Ausnahme abgesehen, allen seinen Töchtern eine Heirat verwehren, damit sie den französischen Hof nicht verlassen konnten und ständig in seiner Nähe blieben. Vor allem Elisabeth wurde zum besonderen Liebling ihres Vaters, da sie und ihr Vater viele Interessen teilten. König Ludwig XV. nannte seine Lieblingstochter zärtlich Babette. Sie war die einzige Tochter, die der König der Politik opferte. Er versprach Prinzessin Elisabeth im Alter von nur 12 Jahren dem spanischen Infanten Philipp, einem Sohn von König Philipp V. von Spanien, um die Beziehungen zwischen den französischen und spanischen Bourbonen zu festigen. Der französische König verkündigte Ende Februar des Jahres 1739 offiziell die Verlobung zwischen seiner Tochter und dem spanischen Infanten. Am 26. August 1739 fand die Hochzeit per procurationem in Versailles statt und die junge französische Prinzessin wurde nun offiziell zur „Madame Infante“. Im Rahmen dieser Eheschließung veranstaltete der König in den folgenden Tagen prunkvolle Feierlichkeiten und ließ die Abreise seiner Tochter nach Spanien vorbereiten. Am 30. August musste sich das Mädchen von seiner Familie und der gewohnten Umgebung verabschieden. Besonders schmerzhaft war für Louise Elisabeth die Trennung von ihrer Zwillingsschwester Anne Henriette, die sie niemals mehr wiederzusehen glaubte. Die beiden zwölfjährigen Mädchen umarmten sich immer wieder und Elisabeth seufzte mehrmals: "Es ist für immer, mein Gott, es ist für immer!".

### Leben am spanischen Hof

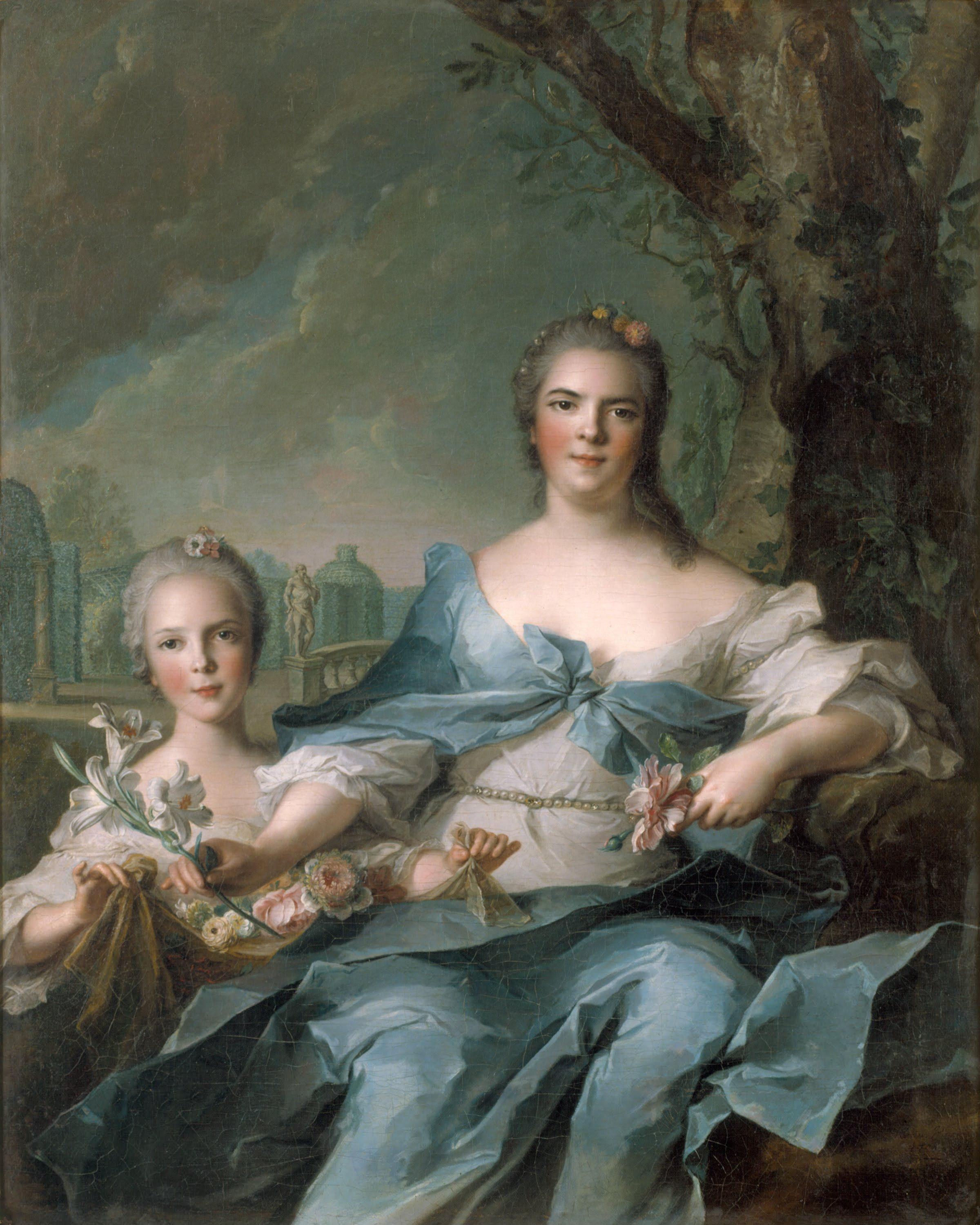
Louise Elisabeth und ihre Tochter Isabella von Bourbon-Parma

Die Hochzeit der jungen französischen Prinzessin und des spanischen Infanten fand am 25. Oktober 1739 in Alcalá de Henares, einem Ort 30 km von Madrid entfernt, statt. Im Vergleich zum französischen Hof herrschte in Spanien ein strengeres Hofzeremoniell, das zahlreiche Vorschriften und Verhaltensregeln beinhaltete. Elisabeth fühlte sich in Spanien nicht wohl und verglich die Verhältnisse am spanischen Hof mit einem Marionettentheater und sich selber als Marionette, die sich den Befehlen ihres Schwiegervaters Philipp V. von Spanien zu unterwerfen hatte. Zudem litt die französische Prinzessin unter dem dominanten Verhalten ihrer Schwiegermutter Elisabetta Farnese, die sich für die Erziehung des Mädchens verantwortlich fühlte. Die Beziehung zwischen Prinzessin Elisabeth und ihrem Ehemann war von Anbeginn an zum Scheitern verurteilt, da die junge Prinzessin keine Gefühle für ihren spanischen Gemahl entwickeln konnte. Sie beschrieb das Verhältnis zwischen den beiden mit den folgenden Worten:
"Ich erstarre jedesmal zu Eis, wenn ich in seinen Armen liege."
Der spanische Hof nahm keine Rücksicht auf die kindlichen Gefühle und Interessen der Prinzessin und so musste das 12-jährige Mädchen gegen seinen Willen die ehelichen Pflichten gegenüber seinem sieben Jahre älteren Ehemann erfüllen. Am 31. Dezember 1741 brachte die erst 14-jährige Mutter in Buen Retiro bei Madrid ihr erstes Kind, Isabella von Bourbon-Parma, auf die Welt. Louise Elisabeth, die als einsamer Außenseiter am spanischen Hof stets das Puppenspiel dem Ehelager vorgezogen hatte, konzentrierte sich nun vollends auf ihre kleine Tochter und diese enge Beziehung zwischen Mutter und Tochter sollte einen wesentlichen Einfluss auf die Entwicklung und das spätere Verhalten von Isabella haben. Elisabeth war die einzige Bezugsperson der kleinen Prinzessin und noch Jahre später sollte sich Isabella an die gemeinsamen Stunden erinnern, die sie mit ihrer Mutter in Spanien verbracht hatte. Isabella wurde auch Zeugin der zerrütteten Ehe ihrer Eltern und des Unglücks, das ihre Mutter empfand, wenn ihr Gemahl die Erfüllung der ehelichen Pflichten einforderte.

### Herzogin von Parma

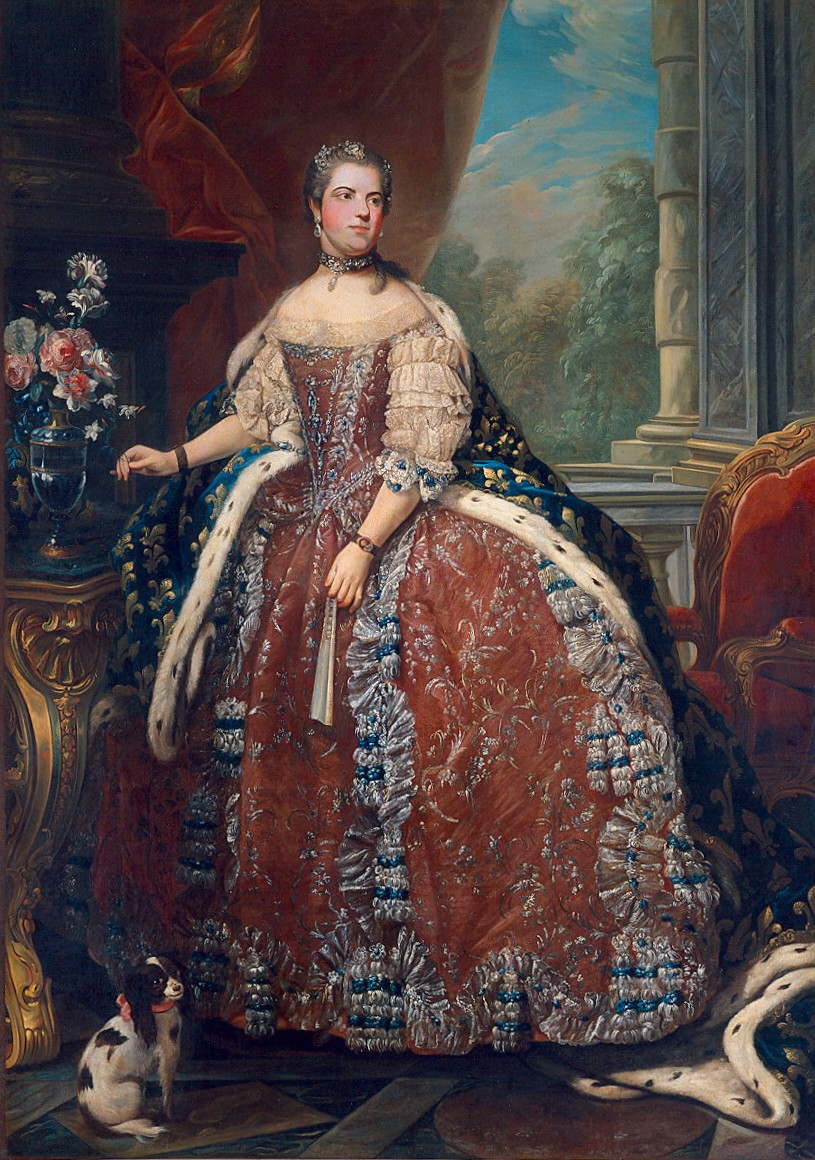
Louise Elisabeth von Frankreich, Herzogin von Bourbon-Parma

Louise Elisabeth vereinsamte mehr und mehr am spanischen Hof und drückte ihre Verzweiflung in mehreren Briefen an ihren Vater Ludwig XV. von Frankreich aus. Die Prinzessin, die schon früh einen Hang zur Melancholie hatte, litt immer häufiger unter Depressionen und Stimmungsschwankungen. Die spanische Infantin setzte deshalb alle Hebel in Bewegung, um Spanien verlassen zu können. Ludwig XV. führte in dieser Zeit Krieg mit Österreich mit dem Ziel, einige italienische Gebiete zurückzugewinnen. Im Frieden von Aachen vom 18. Oktober 1748 wurden den Bourbonen die Regionen Parma, Piacenza und Guastalla zugesprochen. Im Rahmen dieser Friedensverhandlungen konnte Prinzessin Elisabeth ihren Vater überreden, ihren Gemahl Philipp im Jahre 1748 zum Herzog von Parma und Piacenza zu erheben, und sah in der Übersiedlung von Spanien nach Parma die Lösung für ihre Probleme. Am 11. Dezember 1748 besuchte die Herzogin von Parma ihren Vater in Versailles, um ihm für die Erhebung ihres Gatten zum Herzog von Parma zu danken. Im Zuge dieses Besuches freundete sie sich mit der Mätresse ihres Vaters, Madame de Pompadour, an und zog durch diese Handlung die Missgunst der anderen Familienmitglieder und besonders ihrer Mutter auf sich. Am 1. Juli 1749 traten Louise Elisabeth und Philipp offiziell die Herrschaft in Parma an.
Herzogin Elisabeth versuchte mit Hilfe des französischen Ministers Du Tillot in ihrem neuen Herrschaftsgebiet die französische Lebensweise und Kultur einzuführen, die sie so sehr vermisste. Sie interessierte sich auch für die Politik ihres kleinen Landes und versuchte seine Expansion zu fördern. Als Folge dieser gezielten Förderungen entwickelte sich Parma zu einer bedeutenden Kulturstadt und wurde „Athen Italiens“ genannt. Neben den Regierungsgeschäften vertrieb sie sich die Zeit mit Jagen, Theaterbesuchen und Maskenbällen. In Parma besserte sich der psychische Zustand der Herzogin kurzzeitig und Elisabeth besuchte mit ihrer kleinen Tochter im Jahre 1750 ihre Familie in Frankreich. In Fontainebleau traf Ludwig XV. von Frankreich das erste Mal auf seine kleine Enkelin. Im Kreise ihrer Schwestern und ihres Vaters war Elisabeth das erste Mal seit langer Zeit wieder glücklich.
Die Herzogin wusste aber, dass es ihre Pflicht als Herzogin von Parma war, einem männlichen Thronfolger das Leben zu schenken, der seinem Vater Philipp I. von Bourbon-Parma einst nachfolgen würde. Obwohl sie das Zusammensein mit ihrem Ehemann mied und sich vor Intimitäten fürchtete, brachte sie im Jahre 1751 zwei Kinder, einen Jungen namens Ferdinand im Januar und ein Mädchen namens Marie Louise im Dezember des gleichen Jahres, auf die Welt. Die Beziehung zu diesen Kindern sollte nie so eng werden wie das Verhältnis zu ihrer ersten Tochter, die den Hang zur Melancholie von Elisabeth geerbt hatte und während ihrer Ehe mit Joseph II. von Österreich ein ähnliches Verhalten zeigte. Im Gegensatz zu ihrer Mutter und älteren Schwester Isabella, deren Leben von Depressionen und Selbstzweifeln überschattet waren, entwickelte sich Marie Louise von Bourbon-Parma zu einem selbstbewussten und eigenwilligen Mädchen, das sich keinen Regeln unterwarf und sich später als Königin von Spanien wechselnde Liebhaber hielt und mit ihren Günstlingen die Regierungsgeschäfte von Spanien führte.
Im Jahre 1752 starb Prinzessin Anne Henriette von Frankreich, der Louise Elisabeth sehr verbunden war. Elisabeth, die über den plötzlichen Tod ihrer geliebten Zwillingsschwester schockiert war, brach sofort nach Frankreich auf und verbrachte Stunden am Grab ihrer toten Schwester. Die Herzogin von Parma sollte bis zu ihrem Lebensende unter diesem Verlust leiden.

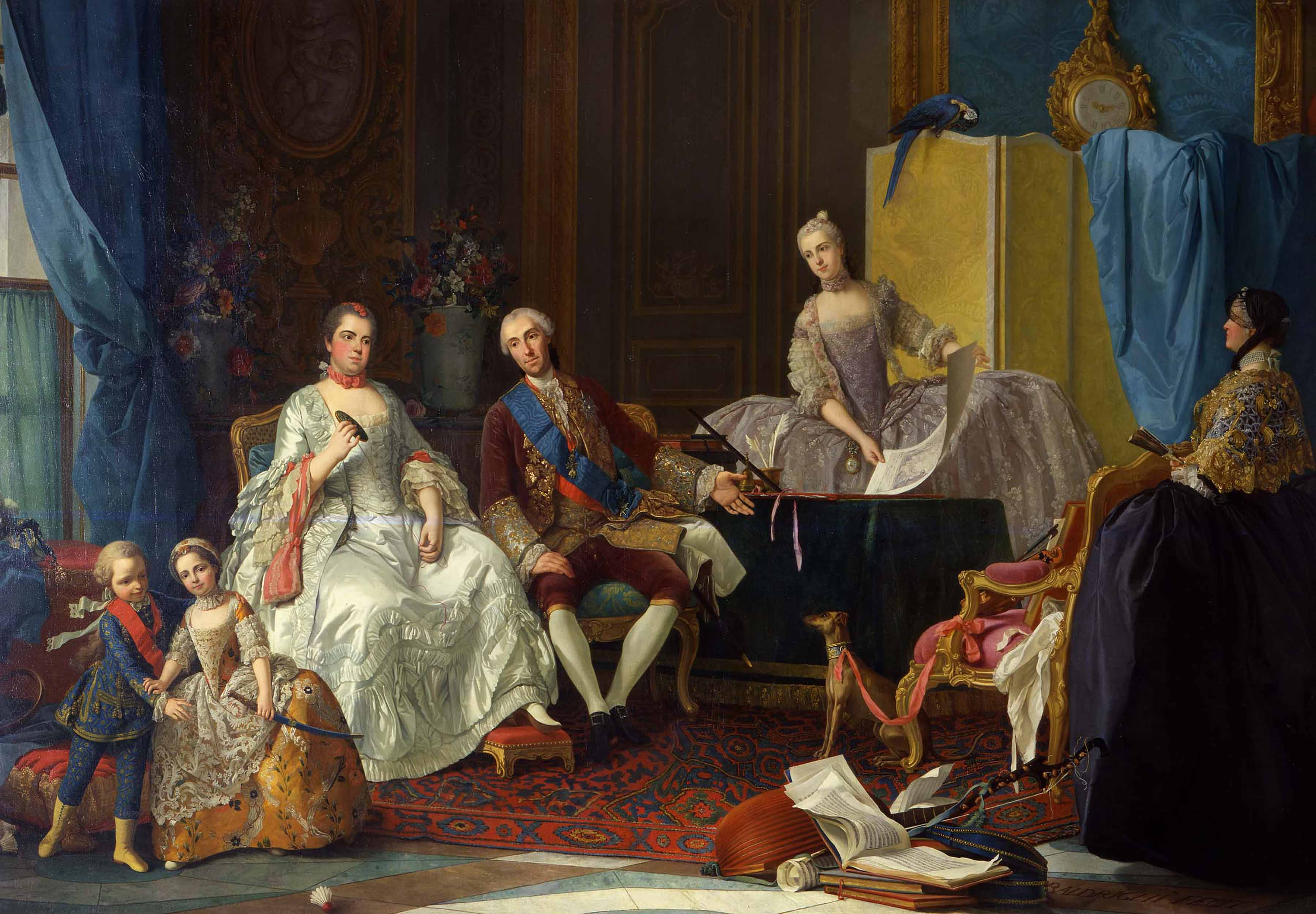
Herzogin Elisabeth von Parma im Kreise ihrer Familie

In den folgenden Jahren bis zu ihrem Tod wurde der Körper der Herzogin durch zahlreiche Krankheiten geschwächt. Als Folge der Trauer über ihre Schwester verschlechterte sich auch der psychische Zustand der jungen Frau und sie begann sich zunehmend in Parma unwohl zu fühlen. Sie versuchte dem engen und langweiligen Hof in Parma zu entfliehen, indem sie sich um einen vorteilhafteren Thron für ihren Mann bemühte. Folglich verbündete sie sich mit Kaiserin Maria Theresia, die ihr die Österreichischen Niederlande als neues Herrschaftsgebiet versprach. Im Rahmen dieses Bündnisses wurde die Vermählung von Herzogin Elisabeths ältester Tochter Isabella mit dem österreichischen Thronfolger Joseph beschlossen. Ein weiterer Hoffnungsschimmer war der Tod des kinderlosen spanischen Königs Ferdinand VI., der dem Herzogspaar von Parma den spanischen Thron näher brachte. Die Illusionen von einer besseren Zukunft lösten sich alle in Luft auf, als Karl III. den spanischen Thron bestieg.
Herzogin Elisabeth verbrachte während ihrer letzten Lebensjahre mehr und mehr Zeit in Frankreich und erkrankte im Rahmen eines Besuches schwer. Ihre Mutter beschrieb die Krankheit ihrer Tochter mit den folgenden Worten:
"Mein armes Kind ist an einem schweren Fieber erkrankt. Ich bin sehr besorgt."
Anfang Dezember erkrankte Elisabeth an den Pocken und verschied am 6. Dezember 1759 im Kreise ihrer Familie in Versailles. Die Herzogin von Parma wurde wunschgemäß am 27. März 1760 an der Seite ihrer geliebten Zwillingsschwester in der Kathedrale von Saint-Denis beigesetzt.

## Nachkommen
- Isabella, Prinzessin von Bourbon-Parma (1741–1763) ⚭ dt.-röm. Kaiser Joseph II., Erzherzog von Österreich
- Ferdinand I., Herzog von Parma (1751–1802) ⚭ Erzherzogin Maria Amalia von Österreich (1746–1804), Tochter von Maria Theresia
- Marie Louise, Prinzessin von Bourbon-Parma (1751–1819) ⚭ König Karl IV. von Spanien

## Ahnentafel
| Ahnentafel Marie Louise Élisabeth von Frankreich  | Ahnentafel Marie Louise Élisabeth von Frankreich                                             | Ahnentafel Marie Louise Élisabeth von Frankreich                                             | Ahnentafel Marie Louise Élisabeth von Frankreich                          | Ahnentafel Marie Louise Élisabeth von Frankreich                          | Ahnentafel Marie Louise Élisabeth von Frankreich                        | Ahnentafel Marie Louise Élisabeth von Frankreich                        | Ahnentafel Marie Louise Élisabeth von Frankreich                   | Ahnentafel Marie Louise Élisabeth von Frankreich                   |
| ------------------------------------------------- | -------------------------------------------------------------------------------------------- | -------------------------------------------------------------------------------------------- | ------------------------------------------------------------------------- | ------------------------------------------------------------------------- | ----------------------------------------------------------------------- | ----------------------------------------------------------------------- | ------------------------------------------------------------------ | ------------------------------------------------------------------ |
| Urgroßeltern                                      | Louis de Bourbon, dauphin de Viennois (1661–1711) Maria Anna Victoria von Bayern (1660–1690) | Louis de Bourbon, dauphin de Viennois (1661–1711) Maria Anna Victoria von Bayern (1660–1690) | Viktor Amadeus II. (1666–1732) Anne Marie d’Orléans (1669–1728)           | Viktor Amadeus II. (1666–1732) Anne Marie d’Orléans (1669–1728)           | Jan Karol Opaliński (1642–1695) Zofia Czarnkowska Opalińska (1660–1701) | Jan Karol Opaliński (1642–1695) Zofia Czarnkowska Opalińska (1660–1701) | Rafał Leszczyński (1650–1703) Anna Leszczyńska (1660–1727)         | Rafał Leszczyński (1650–1703) Anna Leszczyńska (1660–1727)         |
| Großeltern                                        | Louis de Bourbon, duc de Bourgogne Maria Adelaide von Savoyen (1685–1712)                    | Louis de Bourbon, duc de Bourgogne Maria Adelaide von Savoyen (1685–1712)                    | Louis de Bourbon, duc de Bourgogne Maria Adelaide von Savoyen (1685–1712) | Louis de Bourbon, duc de Bourgogne Maria Adelaide von Savoyen (1685–1712) | Stanislaus Leszczyński (1677–1766) Katharina Opalińska (1680–1747)      | Stanislaus Leszczyński (1677–1766) Katharina Opalińska (1680–1747)      | Stanislaus Leszczyński (1677–1766) Katharina Opalińska (1680–1747) | Stanislaus Leszczyński (1677–1766) Katharina Opalińska (1680–1747) |
| Eltern                                            | Ludwig XV. (1710–1774) Maria Leszczyńska (1703–1768)                                         | Ludwig XV. (1710–1774) Maria Leszczyńska (1703–1768)                                         | Ludwig XV. (1710–1774) Maria Leszczyńska (1703–1768)                      | Ludwig XV. (1710–1774) Maria Leszczyńska (1703–1768)                      | Ludwig XV. (1710–1774) Maria Leszczyńska (1703–1768)                    | Ludwig XV. (1710–1774) Maria Leszczyńska (1703–1768)                    | Ludwig XV. (1710–1774) Maria Leszczyńska (1703–1768)               | Ludwig XV. (1710–1774) Maria Leszczyńska (1703–1768)               |
| Marie Louise Élisabeth von Frankreich (1727–1759) |                                                                                              |                                                                                              |                                                                           |                                                                           |                                                                         |                                                                         |                                                                    |                                                                    |